# Vláda Andrese Taranda
Vláda Andrese Taranda byla vládou estonské republiky od 8. listopadu 1994 do 17. dubna 1995
Funkční období: 
| Funkce                           | Jméno           | Funkční období                  | Strana          |
| -------------------------------- | --------------- | ------------------------------- | --------------- |
| Premiér                          | Andres Tarand   | 8. listopad 1994–17. duben 1995 | Maa-Keskerakond |
| Ministr zahraničních věcí        | Jüri Luik       | 8. listopad 1994–17. duben 1995 |                 |
| Ministr obrany                   | Enn Tupp        | 8. listopad 1994–17. duben 1995 |                 |
| Ministryně pro reformy           | Liia Hänni      | 8. listopad 1994–17. duben 1995 |                 |
| Ministr vnitra                   | Kaido Kama      | 8. listopad 1994–17. duben 1995 |                 |
| Ministr financí                  | Andres Lipstok  | 8. listopad 1994–17. duben 1995 |                 |
| Ministr sociálních věcí          | Toomas Vilosius | 8. listopad 1994–17. duben 1995 |                 |
| Ministr hospodářství             | Toivo Jürgenson | 8. listopad 1994–17. duben 1995 |                 |
| Ministr spravedlnosti            | Jüri Adams      | 8. listopad 1994–17. duben 1995 |                 |
| Ministr kultury a školství       | Jüri Olesk      | 8. listopad 1994–17. duben 1995 |                 |
| Ministr zemědělství              | Aldo Tamm       | 8. listopad 1994–17. duben 1995 |                 |
| Ministr dopravy a infrastruktury | Andi Meister    | 8. listopad 1994–17. duben 1995 |                 |
| Ministr životního prostředí      | Vootele Hansen  | 8. listopad 1994–17. duben 1995 |                 |
| Ministr bez portfeje             | Arvo Niitenberg | 8. listopad 1994–17. duben 1995 |                 |
| Ministr bez portfeje             | Eiki Nestor     | 8. listopad 1994–17. duben 1995 |                 |